# هایک مامیجانیان
هایک روبنی مامیجانیان (ارمنی: Հայկ Ռուբենի Մամիջանյան؛ زادهٔ ۷ اکتبر ۱۹۹۰) یک  سیاستمدار اهل ارمنستان است که از تاریخ ۲۰۲۱ تا تاریخ ۲۰۲۶ سمت نمایندگی دوره هشتم مجلس ملی جمهوری ارمنستان را برعهده داشت.

## زندگی‌نامه
در ۷ اکتبر ۱۹۹۰ ‏ در ایروان به دنیا آمد و از دانشگاه ملی پلی‌تکنیک ارمنستان فارغ‌التحصیل شد. 